# Сен-Симон, Луи де Рувруа де
Луи де Рувруа, герцог де Сен-Симон (фр. Louis de Rouvroy, duc de Saint-Simon; 16 января 1675, Париж — 2 марта 1755, там же) — французский военачальник, бригадный генерал, дипломат. Известен в первую очередь как автор «Мемуаров» — подробной хроники событий и интриг версальского двора времён Людовика XIV и Регентства.

## Придворная карьера
Сын одного из фаворитов Людовика XIII, дальнего родственника принца Конде, который в «день одураченных» вовремя переметнулся на сторону Ришельё, за что был пожалован в герцоги. В 1692 году совершил свой первый поход под начальством маршала Люксембурга, во время которого отличился в сражениях при Флерюсе и Неервиндене. В 1693 году наследовал титул герцога и пэра и был произведён в бригадные генералы.
Сен-Симон вскоре оставил военную службу, так как не пользовался расположением Людовика XIV. Придерживаясь строго аристократических взглядов, будучи последователем янсенизма и человеком строгих нравов, он стоял на стороне дофина и враждовал с мадам Ментенон и легитимированными принцами, сыновьями маркизы де Монтеспан. Потом примкнул к партии герцога Орлеанского, хотя с его любимцем, кардиналом Дюбуа, общий язык найти не смог.
Когда его покровитель стал регентом, Сен-Симон был назначен в совет регентства. После заключения мира с Испанией герцог был послан регентом в Мадрид, где устроил помолвку малолетнего Людовика XV с инфантой Марией-Анной, за что ему был пожалован титул гранда. После смерти регента Сен-Симон завершил придворную карьеру и, не желая видеть торжество врагов, удалился в своё имение Лаферте-Видам, где посвятил себя написанию мемуаров.

## Мемуары

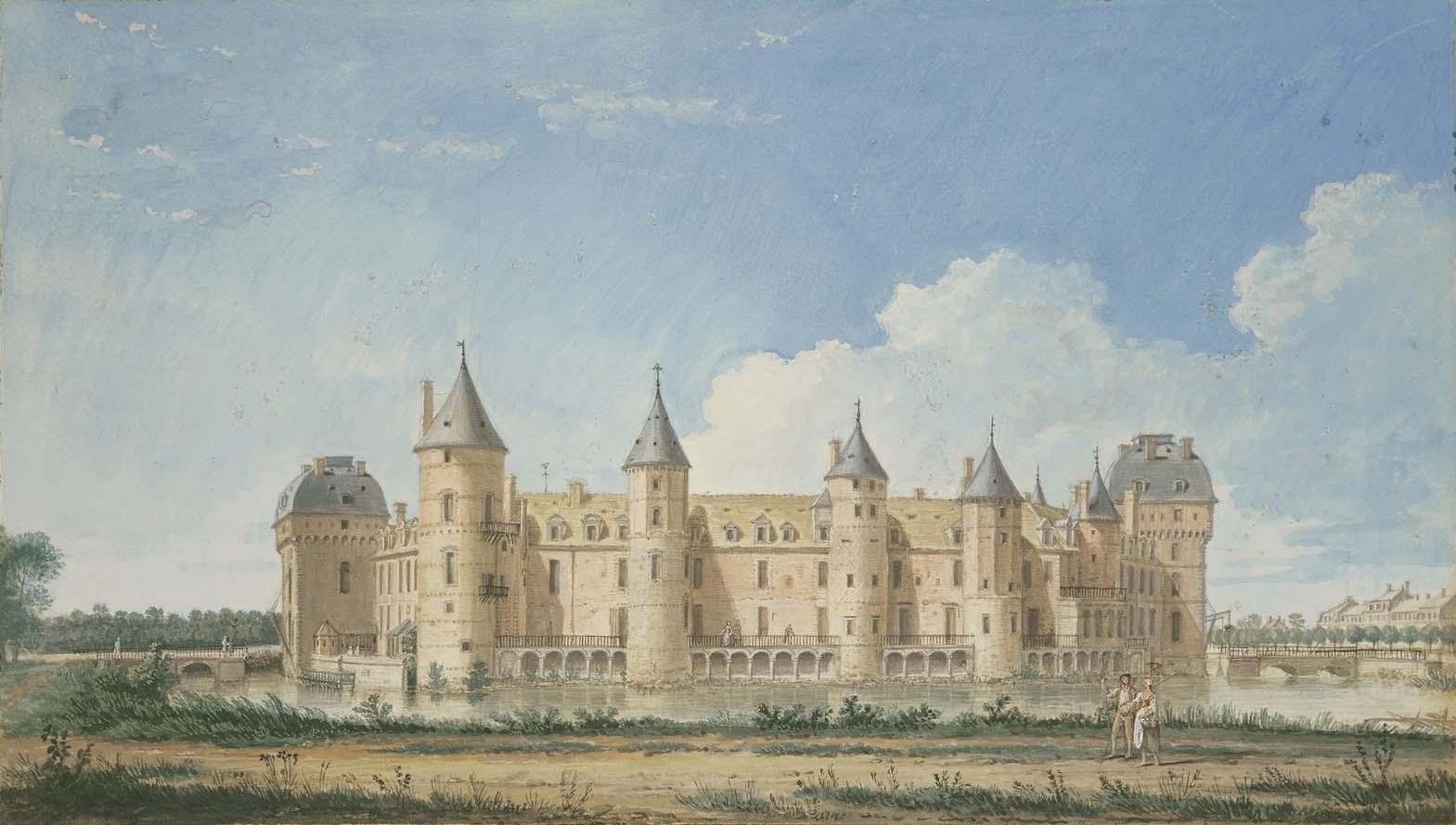
Поместье Сен-Симона, где были написаны его мемуары

После смерти Сен-Симона многочисленные его бумаги были конфискованы по распоряжению двора и сданы в государственный архив. Мемуары родились из опровержений Сен-Симона на записки маркиза де Данжо; в них он раздаёт меткие характеристики и не лезет в карман за острым словом. Они стали появляться в печати только с 1784 года, а первое полное издание (хотя и смягчённое) увидело свет в 1818 году, вызвав фурор в стане романтиков.
Мемуары Сен-Симона являются бесценным пособием по истории позднего гран-сьекля (1694—1723). В подражание Тациту он пытается угадывать скрытые пружины поступков тех или иных исторических личностей, но вместе с тем на первый план часто выступает его пристрастность и личная неприязнь. Как историк он сильно преувеличивает значение аристократических партий и придворных интриг. «Сен-Симон рассказывает мне важно важные пустяки двора важного Лудвига XIV», — иронически подметил ещё А. И. Тургенев.